# Flynder Å og heder i Klosterhede Plantage
Flynder Å og heder i Klosterhede Plantage este o arie protejată (arie specială de conservare — SAC, sit de importanță comunitară — SCI) din Danemarca întinsă pe o suprafață de 561 ha, integral pe uscat.

## Localizare
Centrul sitului Flynder Å og heder i Klosterhede Plantage este situat la coordonatele 56°28′41″N 8°22′08″E / 56.478056°N 8.368889°E.

## Înființare
Situl Flynder Å og heder i Klosterhede Plantage a fost declarat sit de importanță comunitară în septembrie 2001 pentru a proteja 2 specii de animale. Situl a fost protejat și ca arie specială de conservare în decembrie 2011.

## Biodiversitate
Situată în ecoregiunea atlantică, aria protejată conține 17 habitate naturale: Lacuri și iazuri distrofice naturale, Păduri aluvionare cu Alnus glutinosa și Fraxinus excelsior (Alno-Padion, Alnion incanae, Salicion albae), Formațiuni de Juniperus communis pe lande sau pajiști calcaroase, Mlaștini turboase de tranziție și turbării mișcătoare, Izvoare petrifiante cu formare de travertin (Cratoneurion), Ape oligotrofe din câmpii nisipoase, cu un conținut foarte redus de minerale (Littorelletalia uniflorae), Mlaștini oligotrofe degradate, capabile încă de regenerare naturală, Lacuri eutrofice naturale cu vegetație de tip Magnopotamion sau Hydrocharition, Vegetație psamofilă uscată cu Calluna și Empetrum nigrum, Mlaștini alcaline, Mlaștini împădurite, Formațiuni ierboase bogate în specii de Nardus, dezvoltate pe substraturi silicioase în zone montane (și în zone submontane, în Europa continentală), Pajiști cu Molinia pe soluri calcaroase, turboase sau argilos-nămoloase (Molinion caeruleae), Pajiști uscate europene, Depresiuni pe substraturi de turbă de Rhynchosporion, Cursuri de apă de la nivel de câmpie la nivel montan, cu vegetație Ranunculion fluitantis și Callitricho-Batrachion, Pajiști umede nord-atlantice cu Erica tetralix.
La baza desemnării sitului se află mai multe specii protejate:
- mamifere (1): vidră de râu (Lutra lutra)
- pești (1): cicar (Lampetra planeri)